# François M'Pelé
François M'Pelé   (Brazzaville, 13 de juliol de 1947) és un exfutbolista de la República del Congo de la dècada de 1970.
Fou internacional amb la selecció de futbol de la República del Congo.
Pel que fa a clubs, destacà a Paris Saint-Germain FC, RC Lens i Stade Rennes.